# Попов Віктор Васильович (інженер)
Попов Віктор Васильович - український інженер та політик, доктор технічних наук, академік Інженерної академії України, академік Академії технологічних наук України, член-кореспондент Міжнародної інженерної академії, голова правління ПрАТ «ФЕД», почесний консул Словаччини в Харкові, Почесний громадянин Харківської області, президент Асоціації "Укравіапром", а з 05.12.2023 Президент Аерокосмічної Асоціації України (UASA). Лауреат Державної Премії України в галузі науки і техніки.

## З життєпису
Народився 7 лютого 1955 року у м. Карпінськ Свердловської області (СРСР). з 1973 по 1979 рік навчався у Харківському авіаційному інституті, спеціальність: двигунобудування, кваліфікація: інженер-механік.  з 1972 року по 1973 рік працював підземним електрослюсарем в шахтопрохідницькому управлінні №6 комбінату «Ровеньки-Анатрацит».
З 1979 року по 1999 рік – працював на ДП ХМЗ «ФЕД» інженером-випробувачем, заступником секретаря комсомольської організації, начальником бюро технічного контролю механічного цеху, заступником начальника механічного цеху, начальником механічного цеху, заступником головного інженера, начальником управління матеріально-технічного забезпечення, заступником генерального директора з питань матеріально-технічного забезпечення і комерції.
З 1999 року – голова правління АТ «ФЕД».
У 2004 році отримав науковий ступінь «кандидат технічних наук» за спеціальністю технологія виробництва літальних апаратів, присвоєний Вищою атестаційною комісією України, спеціалізованою вченою радою Національного аерокосмічного університету «ХАІ». З 2007 року обраний дійсним членом (академіком) Інженерної академії України з 2011 року є дійсним членом (академіком) Академії технологічних наук України 2013 року обраний членом - кореспондентом Міжнародної інженерної академії.
З квітня 2002 року по березень 2006 року – депутат Дергачівської районної ради. Депутат Харківської обласної ради V скликання. 
31 жовтня 2010 р. обраний депутатом Харківської обласної ради VI скликання. 
25 жовтня 2015 р. обраний депутатом Харківської обласної ради VII скликання. 
Був членом Постійної комісії Харківської обласної ради з питань соціально-економічного розвитку регіону та міжнародного співробітництва. 
У березні 2018 року склав із себе повноваження депутата Харківської обласної ради у зв’язку з призначенням на посаду Почесного консула Республіки Словаччина в Харківській, Полтавській та Сумській областях.

## Нагороди
У 2003 році указом Президента України отримав звання «Заслужений машинобудівник України»; у 2004 році нагороджений Почесною Грамотою Верховної Ради України.Нагороджений Почесною грамотою Кабінету Міністрів України «за вагомий особистий внесок у розвиток авіабудування, сумлінну працю, високий професіоналізм»; за видатні заслуги у створенні нових конкурентоспроможній зразків вітчизняної техніки, нагороджений «Орденом за заслуги III ступеня та «Орденом за заслуги II ступеня»; у 2016 році присуджено Державну премію України в галузі науки і техніки 2015 року. Почесний громадянин міста Дергачі та Дергачівського району.